# Trematodon gymnostomus
Trematodon gymnostomus là một loài rêu trong họ Bruchiaceae. Loài này được S.O. Lindberg ex Müll. Hal. mô tả khoa học đầu tiên năm 1859.